# Lorenzo Fontana (canottiere)
Lorenzo Fontana (26 agosto 1996) è un canottiere italiano.

## Biografia
Ai campionati europei di canottaggio di Lucerna 2019 ha vinto la medaglia d'oro nel 4 di coppia pesi leggeri, gareggiando coi connazionali Catello Amarante II, Alfonso Scalzone e Gabriel Soares.

## Palmarès
- Mondiali

Linz-Ottensheim 2019: argento nel quattro di coppia pesi leggeri.
- Campionati europei di canottaggio

Lucerna 2019: oro nel 4 di coppia pesi leggeri.